# Tappahannock
Tappahannock és una població dels Estats Units a l'estat de Virgínia. Segons el cens del 2000 tenia 2.068 habitants.

## Demografia
Segons el cens del 2000, Tappahannock tenia 2.068 habitants, 857 habitatges, i 495 famílies. La densitat de població era de 305,9 habitants per km².
Dels 857 habitatges en un 27,8% hi vivien nens de menys de 18 anys, en un 36,6% hi vivien parelles casades, en un 18% dones solteres, i en un 42,2% no eren unitats familiars. En el 35,8% dels habitatges hi vivien persones soles el 14,4% de les quals corresponia a persones de 65 anys o més que vivien soles. El nombre mitjà de persones vivint en cada habitatge era de 2,23 i el nombre mitjà de persones que vivien en cada família era de 2,91.
Per edats la població es repartia de la següent manera: un 22,4% tenia menys de 18 anys, un 8,5% entre 18 i 24, un 27% entre 25 i 44, un 20,7% de 45 a 60 i un 21,4% 65 anys o més.
L'edat mediana era de 39 anys. Per cada 100 dones de 18 o més anys hi havia 73,6 homes.
La renda mediana per habitatge era de 33.688 $ i la renda mediana per família de 41.579 $. Els homes tenien una renda mediana de 28.409 $ mentre que les dones 20.431 $. La renda per capita de la població era de 17.862 $. Entorn del 10,6% de les famílies i el 14,5% de la població estaven per davall del llindar de pobresa.

## Poblacions més properes
El següent diagrama mostra les poblacions més properes.

## Persones notables
- Ruth Virginia Bayton actriu i ballarina afroamericana de Music hall.